# Demokracja rad
Demokracja rad lub demokracja sowiecka – forma demokracji w Komunie Paryskiej, a później republikach radzieckich i niektórych innych państwach socjalistycznych, oparta na przedstawicielstwie rad robotników, chłopów i żołnierzy, z języka rosyjskiego „sowietów”.

## W Rosji Radzieckiej
Demokracja rad miała być ustrojem w czasie dyktatury proletariatu, zgodnie z Konstytucją Rosyjskiej Federacyjnej Republiki Radzieckiej oraz dołączoną do niej Deklaracją praw ludu pracującego i wyzyskiwanego, Rosja stała się republiką Rad Delegatów Robotniczych, Chłopskich i Czerwonoarmijskich, natomiast liszeńcy, czyli kapitaliści i kler, stracili prawa wyborcze czynne i bierne.
Rady Delegatów były wybierane na szczeblach lokalnym i centralnym, lecz pierwsza rada powstała w czasie rewolucji w 1905 roku, w Iwanowie. Jako Parlament, Zjazd Rad miał zgodnie z konstytucją władzę ustawodawczą i wykonawczą, wybierał ze swojego grona Komitet Wykonawczy (tak jak każda rada).
„Cała władza w ręce rad”, te słowa wypowiedziane przez Lenina stały się mottem przewodnim demokracji rad, nie były przyjęte z entuzjazmem, ponieważ w czasie gdy je wypowiadał, SDPRR(b) miała w nich mniejszość (ok 10%). Dopiero kiedy jego partia przewodniczyła rewolucji październikowej zdobyła większość w radach, szczególnie w wielkich miastach, Moskwie i Petersburgu.

## Najważniejsze przejęcia władzy przez Rady Delegatów
- Związek Socjalistycznych Republik Radzieckich i państwa tworzące go przed rokiem 1922, (1917–1989, choć wraz z 1936 rokiem nowa konstytucja pozbawiała je faktycznie władzy[potrzebny przypis]),
- Estonia, 1918–1919,
- Fińska Socjalistyczna Republika Robotnicza, styczeń – kwiecień 1918,
- na obszarze Niemiec (rewolucja listopadowa, 1918–1919):
  - Alzacja, 10 - 22 listopada 1918,
  - Bawaria, 7 kwietnia - 3 maja 1919,
  - Brema,
  - Mannheim,
  - Brunszwik,
  - Würzburg.
- Słowacja, 16 kwietnia – 7 maja 1919,
- Węgry, 21 marca – 6 sierpnia 1919,
- Republika Tarnobrzeska, 1918–1919,
- Limerick, w czasie irlandzkiej wojny o niepodległość, 15–27 kwietnia 1919,
- Labin, Włochy, obecnie Chorwacja, 2 marca – 8 kwietnia 1921,
- Persja, 1920–1921,
- Hunan, 1927,
- Chińska Republika Rad, 1931–1934,
- Chile, w 1932 roku,
- Užice, 1941.